# Taphos
Les îles de Taphos (en grec Τάφος / Táphos) sont, dans la Grèce antique, des îles de la mer Ionienne situées au large de la côte d'Acarnanie. Elles sont la patrie d'un peuple de marins appelés Taphiens (Τάφιοι), redoutables pirates, pilleurs de villes et vendeurs d'esclaves, et qui sont mentionnés dans l'Odyssée. 
Du temps d'Euripide, ces îles étaient identifiées avec les Échinades. Les auteurs modernes identifient Taphos avec l'île de Méganissi (à l'est de Leucade).
Les Taphiens disaient descendre de Persée, car leur fondateur éponyme Taphios était l'arrière-petit-fils de Persée par sa mère, et avait Poséidon pour père. Une autre tradition fait de Taphios un Lélège, petit-fils de Lélex. 
Le roi le plus notable des Taphiens fut Ptérélas (en), rendu immortel par Poséidon en le dotant d'un cheveu d'or dans sa chevelure. Lorsqu'Amphitryon vint à Taphos pour venger les Mycéniens, sa fille Cométho (en) arracha ce cheveu pour donner la victoire à Amphitryon dont elle était tombée amoureuse.
Apollonios de Rhodes évoque le sanglant combat qui opposa les fils d'Électryon aux Téléboéens venus de Taphos, pour enlever leurs troupeaux. Il y a peut-être une confusion entre deux peuples, les Taphiens et les Téléboéens, car le Bouclier d'Héraclès évoque une histoire mettant en scène des Taphiens et des Téléboéens.